# Ürgüp
Ürgüp là một huyện thuộc tỉnh Nevşehir, Thổ Nhĩ Kỳ. Huyện có diện tích 563 km² và dân số thời điểm năm 2007 là 33400 người, mật độ 59 người/km².